# Верарг
Вера́рг, Верарґ (фр. Vérargues) — колишній муніципалітет у Франції, у регіоні Окситанія, департамент Еро. Населення — 712 осіб (2011).
Муніципалітет був розташований на відстані близько 590 км на південь від Парижа, 22 км на північний схід від Монпельє.

## Історія
До 2015 року муніципалітет перебував у складі регіону Лангедок-Русійон. Від 1 січня 2016 року належав до нового об'єднаного регіону Окситанія.
1 січня 2019 року Верарг і Сен-Кристоль було об'єднано в новий муніципалітет Антр-Вінь.

## Демографія
Динаміка населення (INSEE ):
Розподіл населення за віком та статтю (2006):
| Стать | Всього | До 15 років | 15-24 | 25-44 | 45-64 | 65-85 | Понад 85 |
| --- | ------ | ----------- | ----- | ----- | ----- | ----- | -------- |
| Чоловіки | 316    | 28          | 42    | 80    | 115   | 46    | 5        |
| Жінки | 363    | 67          | 43    | 114   | 120   | 19    | 0        |
| \| Статево-вікова піраміда \| Статево-вікова піраміда \| Статево-вікова піраміда \| \| ----------------------- \| ----------------------- \| ----------------------- \| \| Чоловіки \| Вік \| Жінки \| \| 5 \| 85 + \| 0 \| \| 9 \| 80-84 \| 5 \| \| 9 \| 75-79 \| 5 \| \| 14 \| 70-74 \| 9 \| \| 14 \| 65-69 \| 0 \| \| 13 \| 60-64 \| 13 \| \| 28 \| 55-59 \| 51 \| \| 32 \| 50-54 \| 19 \| \| 42 \| 45-49 \| 37 \| \| 28 \| 40-44 \| 32 \| \| 24 \| 35-39 \| 28 \| \| 14 \| 30-34 \| 27 \| \| 14 \| 25-29 \| 27 \| \| 19 \| 20-24 \| 24 \| \| 23 \| 15-20 \| 19 \| \| 0 \| 10-14 \| 24 \| \| 19 \| 5-9 \| 24 \| \| 9 \| 0-4 \| 19 \| |        |             |       |       |       |       |          |
| Статево-вікова піраміда |        |             |       |       |       |       |          |
| Чоловіки | Вік    | Жінки       |       |       |       |       |          |
| 5 | 85 +   | 0           |       |       |       |       |          |
| 9 | 80-84  | 5           |       |       |       |       |          |
| 9 | 75-79  | 5           |       |       |       |       |          |
| 14 | 70-74  | 9           |       |       |       |       |          |
| 14 | 65-69  | 0           |       |       |       |       |          |
| 13 | 60-64  | 13          |       |       |       |       |          |
| 28 | 55-59  | 51          |       |       |       |       |          |
| 32 | 50-54  | 19          |       |       |       |       |          |
| 42 | 45-49  | 37          |       |       |       |       |          |
| 28 | 40-44  | 32          |       |       |       |       |          |
| 24 | 35-39  | 28          |       |       |       |       |          |
| 14 | 30-34  | 27          |       |       |       |       |          |
| 14 | 25-29  | 27          |       |       |       |       |          |
| 19 | 20-24  | 24          |       |       |       |       |          |
| 23 | 15-20  | 19          |       |       |       |       |          |
| 0 | 10-14  | 24          |       |       |       |       |          |
| 19 | 5-9    | 24          |       |       |       |       |          |
| 9 | 0-4    | 19          |       |       |       |       |          |

## Економіка
2010 року серед 510 осіб працездатного віку (15—64 років) 327 були активними, 183 — неактивними (показник активності 64,1%, у 1999 році було 69,6%). З 327 активних мешканців працювали 302 особи (142 чоловіки та 160 жінок), безробітними було 25 (9 чоловіків та 16 жінок). Серед 183 неактивних 28 осіб було учнями чи студентами, 57 — пенсіонерами, 98 були неактивними з інших причин.

У 2010 році в муніципалітеті числилось 217 оподаткованих домогосподарств, у яких проживали 594,5 особи, медіана доходів виносила 21 398 євро на одного особоспоживача